# Яльчицьке сільське поселення
Я́льчицьке сільське поселення (рос. Яльчикское сельское поселение) — муніципальне утворення у складі Яльчицького району Чувашії, Росія. Адміністративний центр — село Яльчики.

## Населення
Населення — 4281 особа (2019, 4843 у 2010, 5366 у 2002).

## Склад
До складу поселення входять такі населені пункти:
| Населений пункт             | Населення, осіб (2002) | Населення, осіб (2010) |
| --------------------------- | ---------------------- | ---------------------- |
| Апанасово-Тем'яші, присілок | 422                    | 356                    |
| Байдеряково, село           | 917                    | 798                    |
| Нове Булаєво, присілок      | 297                    | 273                    |
| Нове Тойдеряково, присілок  | 419                    | 382                    |
| Тоскаєво, присілок          | 579                    | 490                    |
| Яльчики, село               | 2732                   | 2544                   |